# Capodimonte (Nápoly)
Capodimonte Nápoly történelmi központjától keletre elterülő dombos városnegyed. Közigazgatásilag két kerülethez, a III.-hoz (Stella) és a VII.-hez (Miano) tartozik.

## Fekvése
A Campaniai-síkság tufarétegei illetve az ezekre települt miocén korú üledékek alkotják. A negyed legmagasabb pontja 163 mméter magas, ezen a dombtetőn található az egykori királyi rezidencia a Capodimonte-palota, amelyet a Capodimonte-park vesz körül (a legnagyobb zöldterület a városban: 134 hektár). Ugyancsak itt található a nápolyi obszervatórium. A domb alatti tufarétegekbe vájták a város első katakombáit (San Gennaro katakombák).